# Ле Лой
Ле Лой (вьет. Lê Lợi, тьы-ном 黎利, 1384 или 1385 год — 1433 год), посмертное храмовое имя — Ле Тхай То (Lê Thái Tổ, 黎太祖), — император Дайвьета, основатель династии Ле. Ле Лой — национальный герой Вьетнама, одна из самых известных исторических личностей этой страны.

## Биография
Ле Лой был самым младшим среди троих сыновей высокородного вьета по имени Ле Кхоанг из Ламшона (север Вьетнама). Родной город Ле Лоя располагается на территории современной провинции Тханьхоа, эта местность была заселена незадолго до его появления на свет. Ламшон основал прадед Ле Лоя, Ле Хой, примерно в 1330-х годах. Точная дата рождения Ле Лоя неизвестна, предполагается либо 1384, либо 1385 год. Из-за приграничного положения Ламшон был более свободен от влияния китайцев.
В то время в Дайвьете пыталась закрепиться династия Хо, в 1400 году Хо Куи Ли взошёл на престол, переименовал Дайвьет в Дайнгу и начал проводить административные реформы, а сбежавшие в Китай Чаны обратились к императору Мин с просьбой о помощи. Китай отправил армию с 200 000 военных и разбил Хо. Мин не смогли найти подходящего им наследника из Чан, поэтому восстановили прямое управление Дайвьетом.
Отношение к завоевателям было противоречивым: в Ханое — лучше, на окраинах — намного хуже. Китайцы увозили или уничтожали вьетские культурные памятники: книги, драгоценности, строения.

### Восстание 1418 года
Ле Лой начал войну против Мин на следующий день после Вьетнамского Нового года, заручившись поддержкой нескольких влиятельных семейств Тханьхоа, в частности, Чинь и Нгуен. Изначально Ле Лой будто бы стремился восстановить Чан у власти, для маскировки был найден родственник императора, однако позже самостоятельно возглавил восстание, назвавшись «Принц умиротворения» (Bình Định Vương, бинь дынь выонг).
Начало восстания получилось частично удачным: захватив Тханьхоа, Ле Лой почти три года не мог собрать силы для открытой конфронтации с Мин, довольствуясь партизанской войной.
В 1419 году китайская армия окружила армию вьетов, лишённую продовольственных запасов, на горной вершине Тилинь. Командир Ле Лай (Lê Lai) придумал план, позволивший бы Ле Лою спастись. Он переоделся в костюм Ле Лоя и повёл отряд из 500 человек в самоубийственную атаку на минскую армию. Ле Лай храбро сражался, но его схватили и казнили, а Ле Лой смог спастись.
Кроме китайской армии Ле Лою противостояли мелкие местные народности «ай лао», подкупленные Мин. Ле Лою приходилось периодически скрываться в горных лесах Тханьхоа. Когда было нечего есть, на мясо забивали боевых слонов и коней.
В 1422 году дела приняли угрожающий оборот, и вьеты заключили мир с Мин. Однако когда китайцы схватили и убили вьетского посланника, Ле Лой вновь начал боевые действия.
К 1427 году восстание охватило значительную территорию, и минская армия была разбита. Новый император Чжу Чжаньцзи хотел закончить войну, однако советники переубедили его, и он выслал стотысячную армию против вьетов.
Последнее вторжение началось неудачно. Ле Лой пошёл в атаку на Мин, однако быстро отступил, а китайский генерал Лю Шэн (вьет. Liễu Thăng, Льеу Тханг) последовал за вьетами, был отрезан от китайских сил, схвачен и убит. Затем Ле Лой распространил ложные сведения о склоках в рядах вьетских генералов, чем заманил противника в Ханой, где разбил в нескольких битвах. Согласно историку Чан Чонг Киму (вьет. Trần Trọng Kim), китайцы потеряли более 90 000 людей, 60 000 из них были убиты в бою, а остальные схвачены.
Тактик армии вьетов, Нгуен Тить, предложил Ле Лою отправиться на равнины Нгеана. Вьеты уничтожили укрепления Даканг, разбили силы Кам Баня, вьета на службе у Мин. Китайская армия поспешила на помощь Кам Баню, но также потерпела поражение. Ле Лой окружил остатки сил Кам Баня, и китайцы не стали ввязываться в битву. Кам Бань сдался.
С конца 1425 года Ле Лой контролировал все земли от Тханьхоа до южных окраин. Вторжение было окончено в 1427.
Ле Лой и Нгуен Чай в мирных переговорах с Китаем постоянно подчёркивали, что готовы прекратить войну и отправить минских солдат домой по свежепостроенным дорогам, а по окончании боевых действий снабдили солдат продовольствием.

### Император
В 1427, спустя десятилетие войны, Вьетнам восстановил независимость, а Китай признал его суверенной страной. Ле Лой взошёл на трон и был провозглашён императором Дайвьета.
Провозглашение независимости Дайвьетом отражало напряжённость во вьетнамском обществе, а также национальную гордость и патриотизм; примером может служить, к примеру, «Великое воззвание по случаю умиротворения китайцев»:
Высшая мудрость гласит:

Гуманность и справедливость — дать мир и счастье народу,

Святой долг воителей — искоренить насилие.

Наше государство Дайвьет —

Страна древней и высокой культуры.

Горы и реки, земля и море — у нас свои,

И нравы и обычаи наши — не те, что на Севере.

Наши короли Чиеу, Дини, Ли, Чаны, наследуя друг другу,

созидали государство,

И, так же как Хани, Таны, Суны и Юани,

Именовали себя императорами.

Наша земля знала расцвет и упадок,

Но на ней никогда не переводились герои.
Ле Лой основал династию Ле, а император Китая признал его независимым правителем. В ответ Ле Лой отправил дипломатов к минскому двору с предложением сотрудничества в качестве вассального государства. Император Мин принял предложение, и на следующие пять столетий китайцы оставили вьетов в покое.
Ле Лой запустил серьёзную реорганизацию правительства, заложив в неё конфуцианские принципы. Кроме того, он повысил своих давних союзников — Нгуен Чай (Nguyễn Trãi), Чан Нгуен Хан (Trần Nguyên Hãn), Ле Шат (Lê Sát), Фам Ван Шао и Чинь Кха (Trịnh Khả).
Правительство Ле занялось инфраструктурой страны: дорогами, мостами, дамбами и каналами. Бывшим солдатам раздавали земельные участки. Появилась новая медная валюта, бумажные деньги были отменены, издали новые законы. Ле Лой восстановил государственные экзамены. В центральной части современного Вьетнама было основано множество поселений, заброшенные земли освоили или добавили в государственный земельный фонд. Крестьяне официально получили защиту права на пахотную землю и на создание частных хозяйств.
С 1430 по 1432 годы вьетская армия участвовала в нескольких кампаниях в западных холмах побережья. В 1433 году здоровье императора пошатнулось, он заболел и через некоторое время умер; регентом при втором сыне Ле Лоя, Ле Тхай Тонге, назначили Ле Шата (Lê Sát).
Придворные интриги сократили число преданных Ле Лою советников: уже в 1432 году были казнены Чан Нгуен Хан и Фам Ван Шао; управлявшего страной пять лет Ле Шата казнили в 1438. Нгуен Чая казнили в 1442 по обвинению в убийстве Ле Тхай Тонга. Только Чинь Кха дожил до старости, но и он был казнён в 1451 году.

## Мифы и легенды
О Ле Лое сложено множество легенд, самая известная из них — история о мече «Тхуантхьен», напоминающая артурианскую. Меч, подаренный простому рыбаку Ле Лою Золотой черепахой (Kim Quy, 金龜) из озера Хоанкьем, помог ему победить китайцев. В легенде также говорится о том, что Ле Лой после получения меча стал во много раз сильнее и сильно вырос. Иногда встречается вариант истории, где лезвие было получено из озера, а рукоять найдена Ле Лоем самостоятельно.
Конец легенды гласит, что, после того, как война была окончена, однажды Ле Лой поплыл на лодке по озеру. Неожиданно из него всплыла огромная черепаха, вытащила меч из его пояса и ушла вглубь. Несмотря на попытки обнаружить черепаху или меч, их не сумели найти. Ле Лой понял тогда, что меч вернулся к Золотой черепахе, и переименовал озеро в «Хоанкьем» — «Озеро возвращённого меча».
О Ле Лое ещё при жизни было сочинено множество стихов и песен, его чтят как прямолинейного, мудрого и умелого лидера; всех последующих правителей страны сравнивали с Ле Лоем.
В каждом городе Вьетнама одна из главных улиц названа в его честь; в Ханое, к примеру, это улица Ле Тхай То.